# Günter Dreyer
Günter Dreyer (Cappeln, 5 de octubre de 1943-Valencia, 12 de marzo de 2019) fue un egiptólogo y arqueólogo  alemán.

## Formación
Dreyer estudió egiptología, asiriología y arqueología bíblica en la Universidad de Hamburgo desde 1969 hasta 1971, y las dos primeras disciplinas más la de arqueología del Antiguo Oriente Próximo en la Universidad Libre de Berlín desde 1971 hasta 1978.
Durante su etapa de estudiante, participó en las excavaciones del Tell Kāmid el-Lōz (Líbano), en las del templo funerario de Seti I, en las de Sheij Abd el-Qurna y en las de Elefantina.
En 1978 obtuvo el doctorado con la tesis Tempelweihgaben der Frühzeit und des Alten Reiches (Ofrendas votivas en los templos del Período Arcaico y del Reino Antiguo).

## Trayectoria profesional
Desde 1978 hasta 1987, fue conferenciante de la sede de El Cairo del Instituto Arqueológico Alemán, siguió en las excavaciones de Elefantina y participó en las de Wadi Al Garawi y en las de Abidos.
En 1987 obtuvo una beca posdoctoral de la Fundación Alemana de Investigación, e impartió clases en la Universidad Libre de Berlín.
En octubre de 1989, fue nombrado subdirector de la sede de El Cairo del Instituto Arqueológico Alemán. A partir de entonces sería responsable del servicio de publicaciones del instituto y de las excavaciones de Abidos.
En 1997 se publicó su tesis de habilitación: Das prädynastische Königsgrab U-j in Abydos und seine frühen Schriftzeugnisse (La tumba predinástica U-j de Abidos y los más antiguos entre los testimonios escritos sobre ella ). En ese mismo año, asumió la dirección de las excavaciones de Elefantina. 
En noviembre de 1998, fue nombrado director de la sede cairota del instituto, cargo que desempeñaría hasta su jubilación en el 2008. 
Continuaría con los trabajos de Abidos, y comenzaría a dirigir las excavaciones de la cantera-necrópolis de Guiza, que se llevarían a cabo en 2002 y en 2003. También a partir de 2002, dirigiría las de las tumbas reales de la II Dinastía en Sacara.     
En el sur de Egipto, Dreyer encontró albaranes de lino y de aceite que han sido fechados mediante el estudio del carbono entre los años 3300 y 3200 a. C.; son, pues, anteriores al período arcaico. Las inscripciones en pequeñas etiquetas de marfil halladas por Dreyer ponen en duda que la escritura surgiera en Mesopotamia entre los sumerios hacia el 3000 a. C.
En 2008, Dreyer se jubiló, y fue sustituido por Stephan Seidlmayer en 2009. No obstante, Dreyer continuaría con las excavaciones y con las investigaciones.

## Algunas obras publicadas además de las ya citadas

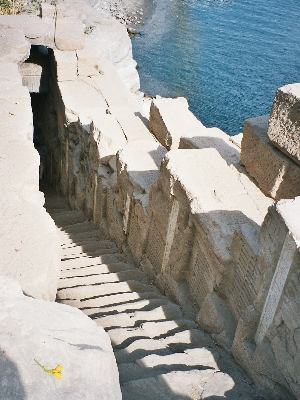
El nilómetro más antiguo del Templo de Satet, en Elefantina.

- 1986: Der Tempel der Satet (El Templo de Satet). 1: Die Funde der Frühzeit und des Alten Reiches (Los hallazgos correspondientes al Período Arcaico y al Reino Antiguo).

- 2007 (edición con Daniel Polz): Begegnung mit der Vergangenheit. 100 Jahre in Ägypten (Encuentro con el pasado: 100 años en Egipto). Instituto Arqueológico Alemán. El Cairo.